# Peter Laviolette
Peter Philip Laviolette Jr. (ur. 7 grudnia 1964 w Franklinie) – amerykański hokeista grający na pozycji obrońcy, reprezentant kraju, olimpijczyk, trener.
Jako zawodnik reprezentował barwy: Westfield State College, Indianapolis Checkers, dwukrotnie Colorado/Denver Rangers, New York Rangers, Flint Spirits, Binghamton Rangers, dwukrotnie Providence Bruins oraz San Diego Gulls. Z reprezentacją Stanów Zjednoczonych dwukrotnie uczestniczył w zimowych igrzyskach olimpijskich (1988, 1994).
Jako trener jest zaliczany do grona najlepszych trenerów w historii lig AHL i NHL. Prowadził Wheeling Nailers, Providence Bruins (Puchar Caldera), był asystentem trenera Boston Bruins, prowadził New York Islanders, Carolina Hurricanes (Prince of Wales Trophy, Puchar Stanleya), Philadelphia Flyers (Prince of Wales Trophy), Nashville Predators (Prince of Wales Trophy) oraz Washington Capitals. Został także nagrodzony Louis A. R. Pieri Award – nagrodą dla najlepszego trenera ligi AHL. Jest czwartym po Billym Stewarcie, Bobie Johnsonie oraz Johnie Tortorelli amerykańskim trenerem, który zdobył Puchar Stanleya, a także czwartym po Dickim Irvinie, Scottym Bowmanie oraz Mike’u Keenanie, który dotarł do finału Pucharu Stanleya z trzema różnymi klubami.

## Kariera
Peter Laviolette urodził się w Franklinie w stanie Massachusetts, gdzie uczęszczał do Franklin High School, po czym przeniósł się do Westfield State College w Westfield w stanie Massachusetts, gdzie w latach 1982–1986 grał w występującej w NCAA Division III uniwersyteckiej drużynie hokeja na lodzie.
Następnie przeszedł na zawodostwo, podpisując w sezonie 1986/1987 kontrakt z występującym w lidze IHL Indianapolis Checkers, natomiast w sezonie 1987/1988 reprezentował barwy Colorado Rangers. Następnie przeszedł do występującego w lidze NHL New York Rangers, w barwach którego rozegrał swoje jedyne mecze w lidze NHL (12 meczów, w których spędził 6 minut na ławce kar). Jeszcze w tym samym roku wrócił do Colorado Rangers, który zmienił nazwę na Denver Rangers. Następnie reprezentował barwy Flint Spirits (1989–1990), występujących w lidze AHL Binghamton Rangers (1990–1992), dwukrotnie Providence Bruins (1992–1993, 1994–1997) oraz występującego w lidze IHL San Diego Gulls (1993–1994).

## Kariera reprezentacyjna
Peter Laviolette w latach 1987–1994 w reprezentacji Stanów Zjednoczonych rozegrał 124 mecze, w których zdobył 62 punkty (15 goli, 47 asyst) oraz spędził 155 minut na ławce kar oraz dwukrotnie uczestniczył w zimowych igrzyskach olimpijskich (1988, 1994 – był kapitanem Team USA).

## Kariera trenerska

### Wczesna kariera
Peter Laviolette po zakończeniu kariery sportowej rozpoczął karierę trenerską. W sezonie 1997/1998 prowadził występujący w lidze NHL Wheeling Nailers, z którym w finale Konferencji Północnej przegrał rywalizację 4:2 z Hampton Roads Admirals. Następnie w latach 1998–2000 trenował występujący w lidze AHL Providence Bruins, z którym w sezonie 1998/1999 zdobył Puchar Caldera po wygranej rywalizacji 4:1 z Rochester Americans, za co został nagrodzony nagrodą Louis A. R. Pieri Award.

### New York Islanders
W sezonie 2000/2001 był asystentem Mike'a Keenana w występującym w lidze NHL Boston Bruins, a po jego zakończeniu Laviolette, który wychowywał się na przedmieściach Bostonu, Franklinie, miał nadzieję na przejęcie jego funkcji, jednak ostatecznie przejął ją Robbie Ftorek, w związku z czym rozczarowany Laviolette przeprowadził się na wyspę w południowo-wschodniej części stanu Nowy Jork, Long Island, gdzie został trenerem New York Islanders, którego trenował w latach 2001–2003. W sezonie 2001/2002 drużyna Wyspiarzy, której jednym z zawodników był Mariusz Czerkawski, po 7 latach awansowała po fazy play-off, w której w pierwszej rundzie przegrali rywalizację 4:3 z Toronto Maple Leafs, kończąc tym samym udział w rozgrywkach. W sezonie 2002/2003 również zakończyła rozgrywki po pierwszej rundzie fazy play-off, tym razem po przegranej rywalizacji 4:1 z Ottawa Senators.

### Carolina Hurricanes
Laviolette w trakcie sezonu 2003/2004 zastąpił zwolnionego po 30 meczach Paula Maurice'a na stanowisku trenera Carolina Hurricanes, jednak nie zdołał w 52 meczach awansować do fazy play-off, natomiast sezon 2004/2005 nie doszedł do skutku w wyniku lokautu w NHL. W sezonie 2005/2006 z klubem najpierw w fazie zasadniczej z 112 punktami zajął 1. miejsce w Dywizji Południowo-wschodniej, następnie zdobył Prince of Wales Trophy po wygranej w finale Konferencji Wschodniej rywalizacji 4:3 z Buffalo Sabres, potem Puchar Stanleya po wygranej w finale rywalizacji 4:3 z Edmonton Oilers, a Laviolette zajął 2. miejsce w klasyfikacji Jack Adams Award – nagrody dla najlepszego trenera ligi NHL (przegrał w głosowaniu z Lindym Ruffem 155:154).
Następnie lata drużyny Stormów nie należały już do najlepszych. W sezonie 2006/2007 i sezonie 2007/2008 nie awansowała do fazy play-off. 7 listopada 2008 roku drużyna Stormów wygrała u siebie 5:4 z Toronto Maple Leafs (Laviolette odniósł tym samym 240. zwycięstwo w lidze NHL w roli trenera, zostając tym samym najlepszym amerykańskim trenerem w tej klasyfikacji, wyprzedzając Johna Tortorellę, który w 2009 roku ponownie pobił rekord). 3 grudnia 2008 roku, z powodu słabego początku sezonu 2008/2009, Laviolette został zwolniony oraz zastąpiony przez swojego poprzednika, Paula Maurice'a.
Laviolette pracował również w panelu dla stacji telewizyjnej TSN.

### Philadelphia Flyers
4 grudnia 2009 roku, Laviolette zastąpił Johna Stevensa na stanowisku trenera Philadelphia Flyers, z którym w sezonie 2009/2010 ledwo awansował do fazy play-off, po wygranej w ostatnim meczu fazy zasadniczej, 11 kwietnia 2010 roku w wyjazdowym meczu z New York Rangers 2:1 po serii rzutów karnych. W pierwszej rundzie tej fazy Philadelphia Flyers wygrała rywalizację 4:1 z New Jersey Devils, następnie w półfinale Konferencji Wschodniej wygrała rywalizację 4:3 z Buffalo Sabres, mimo że przegrywała 0:3 (dokonała to jako trzecia drużyna w lidze NHL), natomiast po wygranej rywalizacji 4:1 z Montreal Canadiens w finale Konferencji Wschodniej zdobyła Prince of Wales Trophy, po czym awansowała do finału Pucharu Stanleya, w którym przegrała rywalizację 4:2 z Chicago Blackhawks, po przegranej 9 czerwca 2010 roku w meczu wyjazdowym 4:3 po dogrywce.
2 stycznia 2012 roku na Citizens Bank Park w Filadelfii program stacji HBO 24/7 prowadził NHL Winter Classic 2012, w którym grały Philadelphia Flyers z New York Rangers (3:2). Po meczu kibice mieli dostęp do szatni swoich zawodników, natomiast cytaty Laviolette'a, takie jak m.in.: "Musimy zacząć bawić się dżemem" i "Jest tak swobodny, jak to tylko możliwe", stały się popularnymi sloganami. Sam docenił popularność swojego "dżemowego" hasła, robiąc teledysk dla swojego klubu do Fan Appreciation Game 2012, dziękując tym samym kibicom swojej drużyny za "przyniesienie więcej dżemu niż jakiekolwiek inne miasto w sporcie". 22 kwietnia 2012 roku, podczas 6. meczu wyjazdowego pierwszej rundy fazy play-off z Pittsburgh Penguins (5:1) – wygrana rywalizacja 4:2, drużyna Lotników rozdawała wszystkim fanom z gniewną podobizną Laviolette oraz hasłem pn. "Czas na dżem!!".
1 kwietnia 2012 roku, w wygranym 6:4 meczu domowym z Pittsburgh Penguins, po bójce zawodników: Joe Vitale z Pittsburgh Penguins z Daniela Brière z Philadelphia Flyers, wdał się w słowną potyczkę z trenerem drużyny Pingwinów, Danem Bylsmą, po czym zamachnął się kijem o deski, które złamały się na pół, dalej kłócąc się z nim oraz jego asystentem, Tonym Granato, z którym Laviolette grał na turnieju olimpijskim 1988 w Calgary.
7 października 2013 roku, po porażkach w trzech pierwszych meczach sezonu 2013/2014 został zastąpiony przez swojego asystenta Craiga Berube.

### Nashville Predators
6 maja 2014 roku został trenerem Nashville Predators, stając się tym samym dopiero drugim trenerem w historii, gdyż jego poprzednik, Barry Trotz trenował klub od początku jego istnienia (od 1998 roku). 8 stycznia 2015 roku po zdobyciu najwyższego procentu punktów w lidze NHL, Laviolette wraz ze swoim sztabem szkoleniowym został zgłoszony do Meczu Gwiazd NHL 2015. 4 lutego 2015 roku, po wygranym 4:3 meczu domowym z Toronto Maple Leafs pobił rekord klubu względem kolejnych zwycięstw na własnym obiekcie (9. zwycięstwo z rzędu). W sezonie 2015/2016 klub odpadł w drugiej rundzie po przegranej rywalizacji 4:3 z San Jose Sharks.
W sezonie 2016/2017 z klubem ponownie awansował do fazy play-off, jako druga drużyna z dziką kartą (z 94 punktami zajęła 4. miejsce w Dywizji Centralnej). W pierwszej rundzie pewnie wygrał rywalizację 4:0 z Chicago Blackhawks, będąc tym samym pierwszym klubem w historii ligi NHL, który jako niżej rozstawiony, tak szybko wygrał rywalizację z czołowym klubem konferencji. W drugiej rundzie wygrał rywalizację 4:2 z St. Louis Blues, dzięki czemu po raz pierwszy w swojej historii awansował do finału Konferencji Zachodniej, w którym przeciwnikiem był Anaheim Ducks. 16 maja 2017 roku, po wygranej 1:2 w 3. meczu rywalizacji, rozgrywanym na wyjeździe, jako pierwszy klub w lidze NHL od sezonu 1996/1997 odniósł 10 zwycięstw z rzędu u siebie w fazie play-off (w sezonie 1996/1997 dokonał tego Detroit Red Wings). 22 maja 2017 roku, po wygranej w 6. meczu rywalizacji 6:3 na wyjeździe po raz pierwszy w swojej historii zdobył Prince of Wales Trophy, awansując tym samym do finału Pucharu Stanleya, w którym przegrał zaciętą rywalizację 4:2 z Pittsburgh Penguins, po porażce u siebie 2:0 w 6. meczu, rozegranym 11 czerwca 2017 roku. W sezonie 2017/2018 Nashville Predators zdobył Presidents’ Trophy – trofeum dla najlepszej drużyny fazy zasadniczej ligi NHL.
6 stycznia 2020 roku, po słabym początku sezonu 2019/2020 (6. miejsce w Dywizji Centralnej) został zastąpiony przez Johna Hynesa.

### Washington Capitals
15 września 2020 roku został trenerem Washington Capitals, zastępując na tym stanowisku Todda Reirdena.

### Reprezentacja Stanów Zjednoczonych
Peter Laviolette w swojej karierze trenerskiej ma również pracę w reprezentacji Stanów Zjednoczonych. W 2004 roku prowadził Team USA, który na mistrzostwach świata 2004 Elity w Czechach zajął 3. miejsce po wygranej 1:0 w serii rzutów karnych z reprezentacją Słowacji w decydującym meczu, rozegranym na Sazka Arenie w Pradze, a także był asystentem Rona Wilsona w Team USA podczas Pucharu Świata 2004 w Kanadzie.
Prowadził także Team USA na mistrzostwach świata 2005 Elity w Austrii (przegrana 12 maja 2005 roku w ćwierćfinale w Wiener Stadthalle w Wiedniu 3:2 w serii rzutów karnych z późniejszym triumfatorem turnieju, reprezentacją Czech), na turnieju olimpijskim 2006 w Turynie (przegrana 22 lutego 2006 roku w ćwierćfinale w Pala Alpitour 4:3 z późniejszym wicemistrzem olimpijskim, reprezentacją Finlandii) oraz na mistrzostwach świata 2014 Elity na Białorusi (przegrana 22 maja 2014 roku w ćwierćfinale na Cziżowka-Ariena w Mińsku 4:3 z reprezentacją Czech). Na turnieju olimpijskim 2014 w Soczi był asystentem trenera Dana Bylsmy.
26 lutego 2020 roku został mianowany trenerem reprezentacji Stanów Zjednoczonych.

## Statystyki

### Klubowe
| 1982/1983          | Westfield State College | NCAA III           | 26  | 3  | 7   | 10  | 14  | —  | — | —  | —  | —  |
| 1983/1984          | Westfield State College | NCAA III           | 25  | 15 | 14  | 29  | 52  | —  | — | —  | —  | —  |
| 1984/1985          | Westfield State College | NCAA III           | 23  | 13 | 15  | 28  | 22  | —  | — | —  | —  | —  |
| 1985/1986          | Westfield State College | NCAA III           | 19  | 12 | 8   | 20  | 44  | —  | — | —  | —  | —  |
| 1986/1987          | Indianapolis Checkers   | IHL                | 72  | 10 | 20  | 30  | 146 | 5  | 0 | 1  | 1  | 12 |
| 1987/1988          | Colorado Rangers        | IHL                | 19  | 2  | 5   | 7   | 27  | 9  | 3 | 5  | 8  | 7  |
| 1988/1989          | New York Rangers        | NHL                | 12  | 0  | 0   | 0   | 6   | —  | — | —  | —  | —  |
| 1988/1989          | Denver Rangers          | IHL                | 57  | 6  | 19  | 25  | 120 | 3  | 0 | 0  | 0  | 4  |
| 1989/1990          | Flint Spirits           | IHL                | 62  | 6  | 18  | 24  | 82  | 4  | 0 | 0  | 0  | 4  |
| 1990/1991          | Binghamton Rangers      | AHL                | 65  | 12 | 24  | 36  | 72  | 10 | 2 | 7  | 9  | 30 |
| 1991/1992          | Binghamton Rangers      | AHL                | 50  | 4  | 10  | 14  | 50  | 11 | 2 | 7  | 9  | 9  |
| 1993/1993          | Providence Bruins       | AHL                | 74  | 13 | 42  | 55  | 64  | 6  | 0 | 4  | 4  | 10 |
| 1993/1994          | San Diego Gulls         | IHL                | 17  | 3  | 4   | 7   | 20  | 9  | 3 | 0  | 3  | 6  |
| 1994/1995          | Providence Bruins       | AHL                | 65  | 7  | 23  | 30  | 84  | 13 | 2 | 8  | 10 | 17 |
| 1995/1996          | Providence Bruins       | AHL                | 72  | 9  | 17  | 26  | 53  | 4  | 1 | 1  | 2  | 8  |
| 1996/1997          | Providence Bruins       | AHL                | 41  | 6  | 8   | 14  | 40  | —  | — | —  | —  | —  |
| Łącznie w NCAA III | Łącznie w NCAA III      | Łącznie w NCAA III | 93  | 43 | 44  | 87  | 132 | —  | — | —  | —  | —  |
| Łącznie w IHL      | Łącznie w IHL           | Łącznie w IHL      | 227 | 27 | 66  | 93  | 395 | 30 | 6 | 6  | 12 | 33 |
| Łącznie w NHL      | Łącznie w NHL           | Łącznie w NHL      | 12  | 0  | 0   | 0   | 6   | —  | — | —  | —  | —  |
| Łącznie w AHL      | Łącznie w AHL           | Łącznie w AHL      | 367 | 51 | 124 | 175 | 363 | 44 | 7 | 27 | 34 | 74 |

### Reprezentacyjne
| Rok    | Drużyna           | Turniej | Miejsce |    | M | G | A | Pkt | Min |
| ------ | ----------------- | ------- | ------- | -- | - | - | - | --- | --- |
| 1988   | Stany Zjednoczone | IO      | 7       | 6  | 0 | 2 | 2 | 4   |     |
| 1994   | Stany Zjednoczone | IO      | 8       | 8  | 1 | 0 | 1 | 6   |     |
| Ogółem | Ogółem            | Ogółem  | Ogółem  | 14 | 1 | 2 | 3 | 10  |     |

### Trenerskie
| Sezon          | Klub                | Liga           | Faza zasadnicza | Faza zasadnicza | Faza zasadnicza | Faza zasadnicza | Faza zasadnicza | Faza zasadnicza | Faza zasadnicza                                  | Faza play-off          | Faza play-off          | Faza play-off          | Faza play-off          | Faza play-off                                             |
| Sezon          | Klub                | Liga           | M               | Z               | R               | P               | PPD             | Pkt             | Miejsce                                          | M                      | Z                      | P                      | Z%                     | Wynik                                                     |
| -------------- | ------------------- | -------------- | --------------- | --------------- | --------------- | --------------- | --------------- | --------------- | ------------------------------------------------ | ---------------------- | ---------------------- | ---------------------- | ---------------------- | --------------------------------------------------------- |
| 1997/1998      | Wheeling Nailers    | ECHL           | 70              | 37              | 0               | 24              | 9               | 83              | 2. miejsce, Dywizja Północno-wschodnia           | 15                     | 8                      | 7                      | 53.33                  | Finał Konferencji (przegrana z Hampton Roads Admirals)    |
| 1998/1999      | Providence Bruins   | AHL            | 80              | 56              | 4               | 16              | 4               | 120             | 1. miejsce, Dywizja New England                  | 19                     | 15                     | 4                      | 78.95                  | Puchar Caldera (wygrana z Rochester Americans)            |
| 1999/2000      | Providence Bruins   | AHL            | 80              | 33              | 6               | 38              | 3               | 75              | 5. miejsce, Dywizja New England                  | 14                     | 10                     | 4                      | 71.43                  | Finał Konferencji (wygrana z Hartford Wolf Pack)          |
| 2001/2002      | New York Islanders  | NHL            | 82              | 42              | 8               | 28              | 4               | 96              | 2. miejsce, Dywizja Atlantycka                   | 7                      | 3                      | 4                      | 42.86                  | Ćwierćfinał Konferencji (przegrana z Toronto Maple Leafs) |
| 2002/2003      | New York Islanders  | NHL            | 82              | 35              | 11              | 34              | 2               | 83              | 3. miejsce, Dywizja Atlantycka                   | 5                      | 1                      | 4                      | 20                     | Ćwierćfinał Konferencji (przegrana z Ottawa Senators)     |
| 2003/2004      | Carolina Hurricanes | NHL            | 52              | 20              | 6               | 22              | 4               | (50)            | 3. miejsce, Dywizja Południowo-wschodnia         | Nie zakwalifikował się | Nie zakwalifikował się | Nie zakwalifikował się | Nie zakwalifikował się | Nie zakwalifikował się                                    |
| 2005/2006      | Carolina Hurricanes | NHL            | 82              | 52              | —               | 22              | 8               | 112             | 1. miejsce, Dywizja Południowo-wschodnia         | 25                     | 16                     | 9                      | 64                     | Puchar Stanleya (wygrana z Edmonton Oilers)               |
| 2006/2007      | Carolina Hurricanes | NHL            | 82              | 40              | —               | 34              | 8               | 88              | 3. miejsce, Dywizja Południowo-wschodnia         | Nie zakwalifikował się | Nie zakwalifikował się | Nie zakwalifikował się | Nie zakwalifikował się | Nie zakwalifikował się                                    |
| 2007/2008      | Carolina Hurricanes | NHL            | 82              | 43              | —               | 33              | 6               | 92              | 2. miejsce, Dywizja Południowo-wschodnia         | Nie zakwalifikował się | Nie zakwalifikował się | Nie zakwalifikował się | Nie zakwalifikował się | Nie zakwalifikował się                                    |
| 2008/2009      | Carolina Hurricanes | NHL            | 25              | 12              | —               | 11              | 2               | (26)            | (Zwolniony)                                      | —                      | —                      | —                      | —                      | —                                                         |
| 2009/2010      | Philadelphia Flyers | NHL            | 57              | 28              | —               | 24              | 5               | (61)            | 3. miejsce, Dywizja Atlantycka                   | 23                     | 14                     | 9                      | 60.87                  | Finał Pucharu Stanleya (przegrana z Chicago Blackhawks)   |
| 2010/2011      | Philadelphia Flyers | NHL            | 82              | 47              | —               | 23              | 12              | 106             | 1. miejsce, Dywizja Atlantycka                   | 11                     | 4                      | 7                      | 36.36                  | Półfinał Konferencji (przegrana z Boston Bruins)          |
| 2011/2012      | Philadelphia Flyers | NHL            | 82              | 47              | —               | 26              | 9               | 103             | 3. miejsce, Dywizja Atlantycka                   | 11                     | 5                      | 6                      | 45.45                  | Półfinał Konferencji (przegrana z New Jersey Devils)      |
| 2012/2013      | Philadelphia Flyers | NHL            | 48              | 23              | —               | 22              | 3               | 49              | 4. miejsce, Dywizja Atlantycka                   | Nie zakwalifikował się | Nie zakwalifikował się | Nie zakwalifikował się | Nie zakwalifikował się | Nie zakwalifikował się                                    |
| 2013/2014      | Philadelphia Flyers | NHL            | 3               | 0               | —               | 3               | 0               | 0               | (Zwolniony)                                      | —                      | —                      | —                      | —                      | —                                                         |
| 2014/2015      | Nashville Predators | NHL            | 82              | 47              | —               | 25              | 10              | 104             | 2. miejsce, Dywizja Centralna                    | 6                      | 2                      | 4                      | 33.33                  | Pierwsza runda (przegrana z Chicago Blackhawks)           |
| 2015/2016      | Nashville Predators | NHL            | 82              | 41              | —               | 27              | 14              | 96              | 4. miejsce, Dywizja Centralna                    | 14                     | 7                      | 7                      | 50                     | Druga runda (przegrana z San Jose Sharks)                 |
| 2016/2017      | Nashville Predators | NHL            | 82              | 41              | —               | 29              | 12              | 94              | 4. miejsce, Dywizja Centralna                    | 22                     | 14                     | 8                      | 63.64                  | Finał Pucharu Stanleya (przegrana z Pittsburgh Penguins)  |
| 2017/2018      | Nashville Predators | NHL            | 82              | 53              | —               | 18              | 11              | 117             | 1. miejsce, Dywizja Centralna Presidents’ Trophy | 13                     | 7                      | 6                      | 53.85                  | Druga runda (przegrana z Winnipeg Jets)                   |
| 2018/2019      | Nashville Predators | NHL            | 82              | 47              | —               | 29              | 6               | 100             | 1. miejsce, Dywizja Centralna                    | 6                      | 2                      | 4                      | 33.33                  | Pierwsza runda (przegrana z Dallas Stars)                 |
| 2019/2020      | Nashville Predators | NHL            | 41              | 19              | —               | 15              | 7               | (45)            | (Zwolniony)                                      | —                      | —                      | —                      | —                      | —                                                         |
| 2020/2021      | Washington Capitals | NHL            | 56              | 36              | —               | 15              | 5               | 77              | 2. miejsce, Dywizja Wschodnia                    | 5                      | 1                      | 4                      | 20                     | Pierwsza runda (przegrana z Boston Bruins)                |
| 2021/2022      | Washington Capitals | NHL            | 82              | 44              | —               | 26              | 12              | 100             | 4. miejsce, Dywizja Metropolitarna               | 6                      | 2                      | 4                      | 33.33                  | Pierwsza runda (przegrana z Calgary Flames)               |
| Łącznie w ECHL | Łącznie w ECHL      | Łącznie w ECHL | 70              | 37              | 0               | 24              | 9               | 83              |                                                  | 15                     | 8                      | 7                      | 53.33                  |                                                           |
| Łącznie w AHL  | Łącznie w AHL       | Łącznie w AHL  | 160             | 89              | 10              | 54              | 7               | 195             |                                                  | 33                     | 25                     | 8                      | 75.76                  |                                                           |
| Łącznie w NHL  | Łącznie w NHL       | Łącznie w NHL  | 1348            | 717             | 25              | 466             | 140             | 1599            |                                                  | 154                    | 78                     | 76                     | 50.65                  |                                                           |

## Sukcesy

### Trenerskie
Providence Bruins
- Puchar Caldera: 1999

Reprezentacja Stanów Zjednoczonych
- 3. miejsce na mistrzostwach świata: 2004

Carolina Hurricanes
- Puchar Stanleya: 2006
- Prince of Wales Trophy: 2006

Philadelphia Flyers
- Finał Pucharu Stanleya: 2010
- Prince of Wales Trophy: 2010

Nashville Predators
- Finał Pucharu Stanleya: 2017
- Prince of Wales Trophy: 2017
- Presidents’ Trophy: 2018

### Indywidualne
- Louis A. R. Pieri Award: 1999

## Życie prywatne
Peter Laviolette ma żonę Kristen, z którą ma trójkę dzieci: dwóch synów Petera (ur. 1997) i Jacka (ur. 1999), również hokeistów oraz córkę Elizabeth Rose.